# Göbelsbach

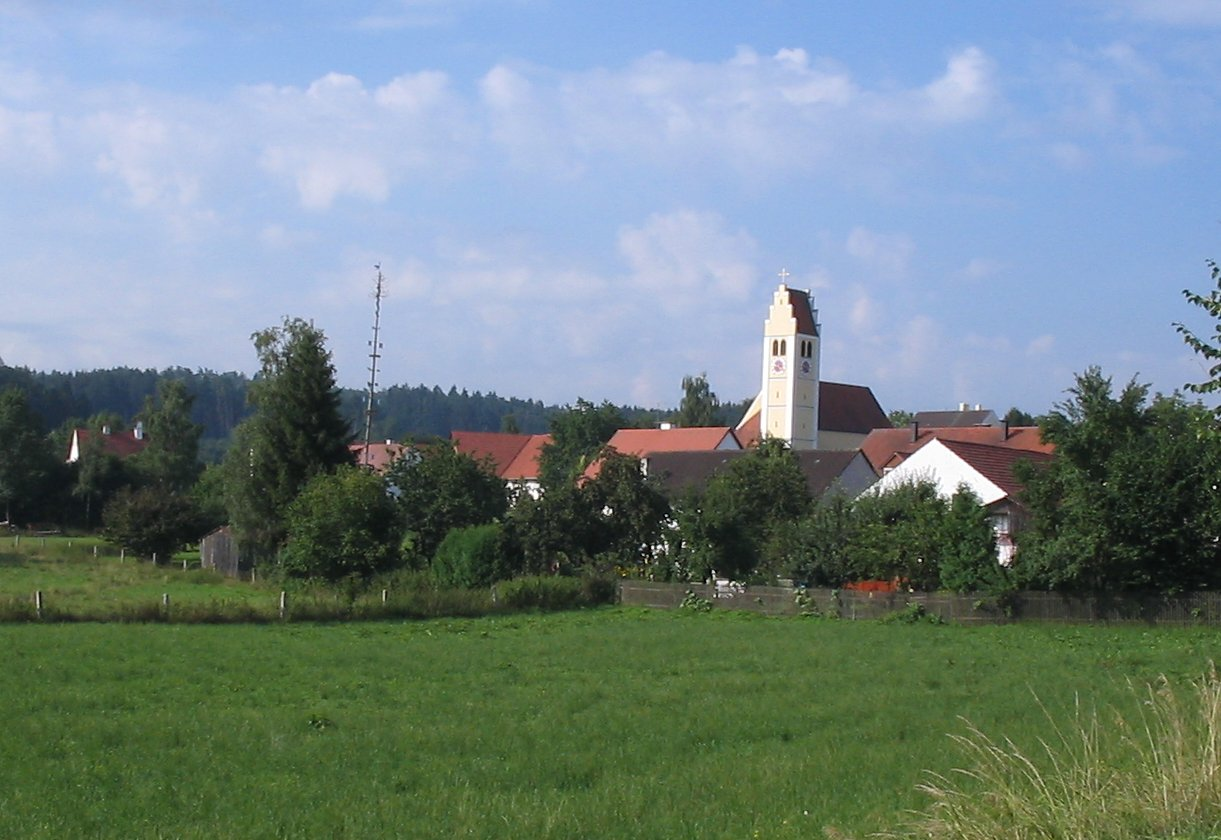
Panoramaansicht

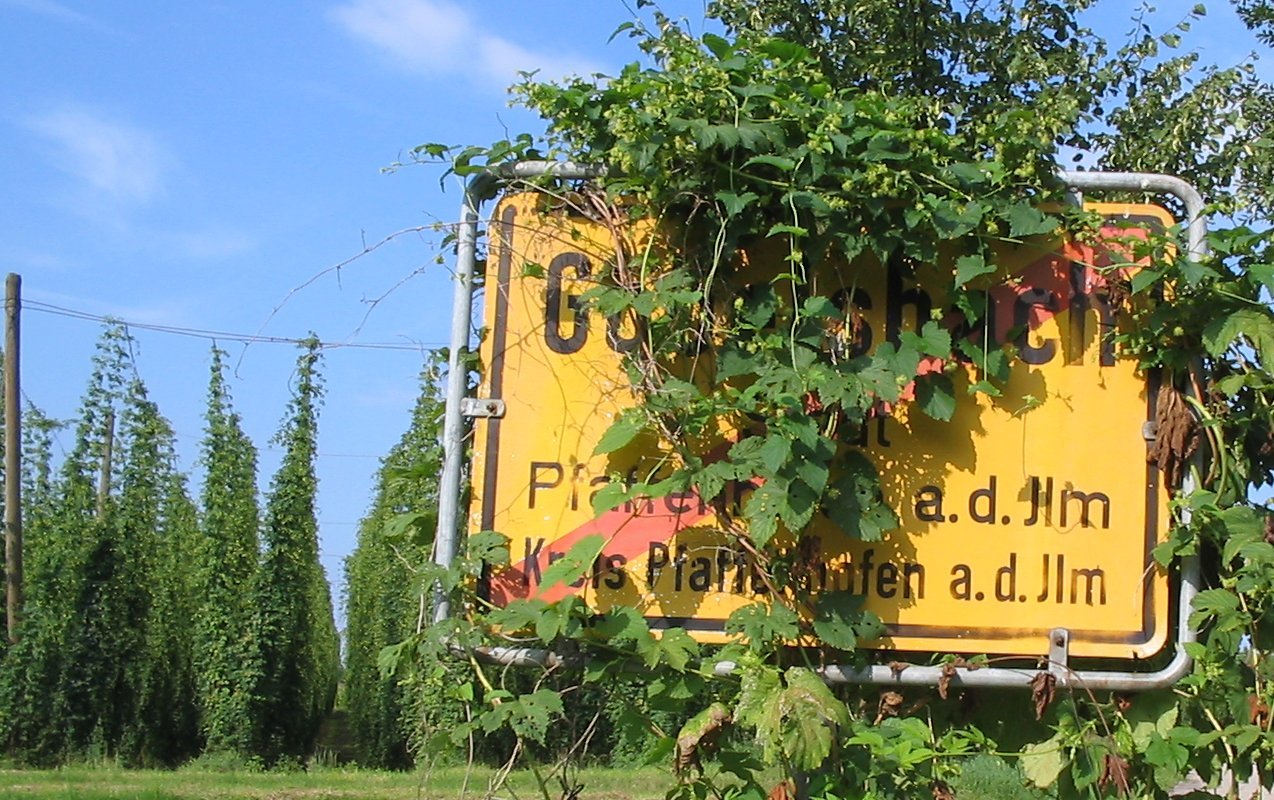
Ortsschild mit Hopfenranke

Göbelsbach ist ein Ortsteil der oberbayerischen Stadt Pfaffenhofen an der Ilm.

## Geographie
Das Pfarrdorf liegt circa 8 km nordwestlich der Kreisstadt. Es qualifizierte sich 1998 beim Wettbewerb Unser Dorf soll schöner werden – Unser Dorf hat Zukunft mit einer Goldmedaille für das Bundesfinale.

## Geschichte
Göbelsbach ist ein alter Hofmarksort. Die Grafen von Törring besaßen mit der Hofmark Pörnbach einen aus neun ursprünglich selbstständigen Hofmarken bestehenden Besitzkomplex. Der Verwaltungsmittelpunkt der Hofmarken Pörnbach, Euernbach, Göbelsbach, Tegernbach, Ritterswörth, Burgstall, Eschelbach, Förnbach und Puch, die seit 1819/20 als Patrimonialgerichte der Grafen von Törring-Jettenbach geführt wurden, lag in Pörnbach. Die Patrimonialgerichtsbarkeit wurde in der Revolution 1848 aufgehoben.

## Gemeindezugehörigkeit
Das Dorf gehörte zur Gemeinde Tegernbach, die im Zuge der Gebietsreform in Bayern mit Wirkung ab 1. Januar 1972 in die Stadt Pfaffenhofen an der Ilm eingegliedert wurde.

## Sehenswürdigkeiten
- Pfarrkirche St. Vitus: Turm und Chor stammen aus dem Jahr 1430, das Langhaus von 1713 wurde 1922 verlängert.

Siehe auch: Liste der Baudenkmäler in Pfaffenhofen an der Ilm#Weitere Ortsteile